# Ronceverte
Ronceverte är en ort i Greenbrier County i West Virginia i USA. Vid 2010 års folkräkning hade Ronceverte 1 765 invånare.